# Liste der Baudenkmäler in Kürnach
Auf dieser Seite sind die Baudenkmäler in der unterfränkischen Gemeinde Kürnach zusammengestellt. Diese Tabelle ist eine Teilliste der Liste der Baudenkmäler in Bayern. Grundlage ist die Bayerische Denkmalliste, die auf Basis des Bayerischen Denkmalschutzgesetzes vom 1. Oktober 1973 erstmals erstellt wurde und seither durch das Bayerische Landesamt für Denkmalpflege geführt wird. Die folgenden Angaben ersetzen nicht die rechtsverbindliche Auskunft der Denkmalschutzbehörde.
 Diese Liste gibt den Fortschreibungsstand vom 16. April 2020 wieder und enthält 24 Baudenkmäler.

## Baudenkmäler nach Ortsteilen

### Kürnach
| Lage                                                                            | Objekt                              | Beschreibung | Akten-Nr.     | Bild           |
| ------------------------------------------------------------------------------- | ----------------------------------- | --- | ------------- | -------------- |
| Am Fuchsweg; Flurlage Fuchs (Standort)                                          | Kreuz                               | Inschrift: IM KREUZ IST HEIL UND FRIEDEN 1921 Das Kreuz steht auf Gemeindegrund. Es ist das Kreuz vom ersten Ehrenmal für die Gefallenen und Vermissten der beiden Weltkriege, das an der Kirche stand. | D-6-79-156-17 | weitere Bilder |
| Am Seligenstadter Weg; Am Trieb; Weg zum Aussiedlerhof (Standort)               | Kreuz                               | kielbogiger Reliefaufsatz mit Kreuzigungsdarstellung und Fialbekrönung, Rückseite mit Pietà, auf vierfach gewundener Säule über Tischsockel, Sandstein, neugotisch, bezeichnet 1867 | D-6-79-156-16 | weitere Bilder |
| Bachgasse 6; an der Giebelwand des Anwesens Alois Schrauth (Standort)           | Relief und Kreuzigung               | Ehemaliger Fronhof des karolingischen Benediktinerinnenklosters Kitzingen. Unter einem aufgeschlagenen Buch mit der Jahreszahl 1565 eine schwer deutbare Inschrift (Vergl. „Der Fronhof“). Kreuzigung von 1598 rechts daneben. | D-6-79-156-2  | weitere Bilder |
| Bergstraße 7 (Standort)                                                         | Hausmadonna                         | Sandstein, 18. Jahrhundert | D-6-79-156-3  | weitere Bilder |
| Friedhofstraße 7; Nähe Flurstraße (Standort)                                    | Friedhofskreuz                      | Sandsteincorpus an erneuertem Kreuzstamm, 1840 | D-6-79-156-5  | weitere Bilder |
| Friedhofstraße 7; Nähe Flurstraße (Standort)                                    | Kreuzweg                            | 15 Stationen, figürliche Relieftafeln mit gesprengtem Segmentbogenaufsatz und Kreuzbekrönung über Sockel mit Inschrift, Sandstein, bezeichnet 1885 | D-6-79-156-5  | weitere Bilder |
| Friedhofstraße 7; Nähe Flurstraße (Standort)                                    | Kreuzschlepper                      | Figur des kreuztragenden Christus auf Knien über Sockel mit Inschrift, Sandstein, bezeichnet 1747 | D-6-79-156-5  | weitere Bilder |
| Geisberg (an der Nordseite der Straße von Kürnach nach Prosselsheim) (Standort) | Prozessionsaltar                    | Nischenaufsatz mit Kreuzbekrönung und Relief der Vierzehn Nothelfer, auf Tischsockel mit Inschrift, Sandstein, neugotisch, bezeichnet mit „1882“. (teilweise im Gemeindegebiet von Unterpleichfeld) | D-6-79-201-22 | weitere Bilder |
| Hart (Standort)                                                                 | Madonna                             | mit Kreuzigung, Sandstein, bezeichnet 1748 | D-6-79-156-1  | weitere Bilder |
| Hauptstraße 2 (Standort)                                                        | Wohngebäude                         | zweigeschossiger Krüppelwalmdachbau mit Fachwerkoberstock, um 1800 | D-6-79-156-6  | weitere Bilder |
| Hauptstraße 2 (Standort)                                                        | Pietà über Hofpforte                | Sandstein, 1910, Inschrift: In Leid und Schmerz / trau auf mein Mutterherz | D-6-79-156-6  | weitere Bilder |
| Kirchberg 6 (Standort)                                                          | Bildstock mit Kreuzigungsrelief     | tafelartiger Reliefaufsatz mit Kreuzigungsszene, auf Pfeiler, (Kopie im Ölberghaus auf dem Kirchhof), Sandstein, bezeichnet 1598 | D-6-79-156-23 | weitere Bilder |
| Kirchberg 6 (Standort)                                                          | Bildstock                           | Reliefaufsatz mit Pietàdarstellung auf Säule, korinthisierendes Kapitell (Abguss an der alten B 19 aufgestellt) Sandstein, bezeichnet 1724 Vorderseite: Pieta Rückseite: Antonius von Padua mit Kind Inschrift am Sockel: GOTT ZU EHREN / V DER SCHMERZHAFTEN MUTTER / DU IOHANNES D H ANTONI V BATUA / HAT DER BAPE IOHANNES STIR V SEI / ELIGE H FRAW DISEN STOCK / HIEHER SETZEN LASEN / ANNO 1724 | D-6-79-156-18 | weitere Bilder |
| Kirchberg 6 (Standort)                                                          | Katholische Pfarrkirche St. Michael | Saalbau mit eingezogenem Chor, Saalbau von 1723/24, Chorerweiterung und Turm mit Welscher Haube, 1923; mit Ausstattung | D-6-79-156-7  | weitere Bilder |
| Kirchberg 6 (Standort)                                                          | Kirchhofmauer                       | Bruchsteinmauerwerk, 18./19. Jahrhundert | D-6-79-156-7  | weitere Bilder |
| Kirchberg 6 (Standort)                                                          | Ölberghäuschen                      | halboffener Bruchsteinmauerwerkbau mit Pyramidendach, im Kern, 18. Jahrhundert | D-6-79-156-7  | weitere Bilder |
| Kirchberg 6 (Standort)                                                          | Kruzifix                            | erneuerter Corpus und Kreuzstamm, (Fragment des Corpus im Kirchhof erhalten), auf klassizistischem Sockel, bezeichnet 1840 | D-6-79-156-7  | weitere Bilder |
| Weg nach Rimpar (Standort)                                                      | Kreuz                               | bezeichnet 1859; Inschrift: Ich habe das Werk / vollbracht das du mir, zu errichten gegeben / Errichtet / von Caspar Falger / im Jahre 1859 nicht nachqualifiziert, im Bayerischen Denkmal-Atlas nicht kartiert | D-6-79-156-19 | weitere Bilder |
| Weg von der Oberen Mühle zum Kürnachquellgebiet (Standort)                      | Wegkreuz                            | sogenannt „Das rote Märterla“, Kruzifix auf Tischsockel mit Inschrift, darauf Figur der trauernden Muttergottes, Inschrift: Errichtet 1892 / Adam u Christine / Bieber / GELOBT SEI / JESUS CHRISTUS, Sandstein, bezeichnet 1892 | D-6-79-156-15 | weitere Bilder |
| Nähe Mühlhausener Graben; Heilige Wiese (Standort)                              | Bildstock                           | Kleiner Sockel, darauf Rundsäule; am Fuß des Sockels Seraphim, Bekrönung durch steinernes Kleeblattkreuz mit IHS-Symbol, mit hl. Michael und hl. Elisabeth, Inschrift am Kapitell: EHLISABEDA / M. MICHAEL WOLF 1703 S. MICHAEL / WER IST WIE GOTT, 1703; nicht nachqualifiziert, im Bayerischen Denkmal-Atlas nicht kartiert                                                                         | D-6-79-156-20 | weitere Bilder |
| Pleichfelder Straße 6 (Standort)                                                | Heiligenfigur                       | Christus an der Geißelsäule, Sandstein, 18. Jahrhundert | D-6-79-156-8  | weitere Bilder |
| Pleichfelder Straße 36 (Standort)                                               | Bildhäuschen                        | Nischenaufsatz mit Relieftafel der Vierzehn Nothelfer, darüber Darstellung der Marienkrönung, auf Tischsockel mit Inschrift, Sandstein, 1835 | D-6-79-156-10 | weitere Bilder |
| Prosselsheimer Straße 3 (Standort)                                              | Pietà                               | Sandsteinrelief mit Versperdarstellung, 18. Jahrhundert | D-6-79-156-11 | weitere Bilder |
| Prosselsheimer Straße 11 (Standort)                                             | Pietà                               | Sandsteinfigur auf Sockel mit Inschrift, Inschrift: In Leid und Schmerz trau auf mein Mutterherz, 20. Jahrhundert | D-6-79-156-12 | weitere Bilder |
| Rottendorfer Weg (Standort)                                                     | Bildstock                           | Bildstock, syn. Bildsäule, syn. Bildhäuschen, syn. Ehrensäule. Reliefaufsatz mit dem Kreuzfall Christi, darunter Puttokopf und Fruchtgebinde, auf Säule über Tischsockel mit figürlichen Reliefs Sandstein, Ende 17. Jahrhundert | D-6-79-156-4  | weitere Bilder |
| Schleifwegäcker (Standort)                                                      | Wegkapelle                          | kleiner Saalbau mit Satteldach und neugotischer Fialzier, 2. Hälfte 19. Jahrhundert, mit Ausstattung | D-6-79-156-21 | weitere Bilder |
| Schulweg 1 a. (Standort)                                                        | Bildstock                           | Reliefaufsatz mit Darstellung der Marienkrönung, Rückseite mit Pietà, auf Rundsäule, Postament mit Heiligenreliefs, auf Tischsockel, Sandstein, bezeichnet 1738 | D-6-79-156-24 | weitere Bilder |
| Semmelstraße 13 (Standort)                                                      | Relief                              | Tafel mit Darstellung der Marienkrönung, darunter Inschriftentafel, Sandstein, bezeichnet 1862 | D-6-79-156-13 | weitere Bilder |
| Semmelstraße 17 (Standort)                                                      | Relief                              | Tafel mit Darstellung der Vierzehn Nothelfer, darüber Marienkrönung, Sandstein, Ende 18. Jahrhundert | D-6-79-156-14 | weitere Bilder |
| Semmelstraße 17 (Standort)                                                      | Türsturz                            | bezeichnet 1791 | D-6-79-156-14 | weitere Bilder |

### Grießmühle
| Lage                             | Objekt                 | Beschreibung | Akten-Nr.     | Bild           |
| -------------------------------- | ---------------------- | --- | ------------- | -------------- |
| Grießmühle 1; Kürnach (Standort) | Ehemalige Klostermühle | dann würzburgisch fürstbischöfliche Mühle, sogenannte Untere Mühle oder Grießmühle, 17./18. Jahrhundert; Hauptgebäude, zweigeschossiger, verputzter Massivbau mit Satteldach, frühes 17. Jahrhundert, wohl 1604 | D-6-79-156-22 | weitere Bilder |
| Grießmühle 1; Kürnach (Standort) | Ehemalige Klostermühle | drei flankierende Wirtschaftsgebäude, eingeschossige Massivbauten mit Mansardhalbwalmdächern bzw. Walmdach, 18. Jahrhundert                                                                                     | D-6-79-156-22 | weitere Bilder |
| Grießmühle 1; Kürnach (Standort) | Ehemalige Klostermühle | Hoftor, 17./18. Jahrhundert | D-6-79-156-22 | weitere Bilder |
| Grießmühle 1; Kürnach (Standort) | Ehemalige Klostermühle | Bogenbrücke, mit Kopie einer Kreuzigungsgruppe, Sandstein, von Johann Peter Wagner, 1766 (Original in der Kürnacher Pfarrkirche)                                                                                | D-6-79-156-22 | weitere Bilder |
| Grießmühle 1; Kürnach (Standort) | Ehemalige Klostermühle | Bildstock, Reliefaufsatz Hl. Georg, Rückseite mit Hl. Familie, auf Säule über erneuertem Tischsockel, Sandstein, bezeichnet mit „1707“                                                                          | D-6-79-156-22 | weitere Bilder |